# Buraco do Lume

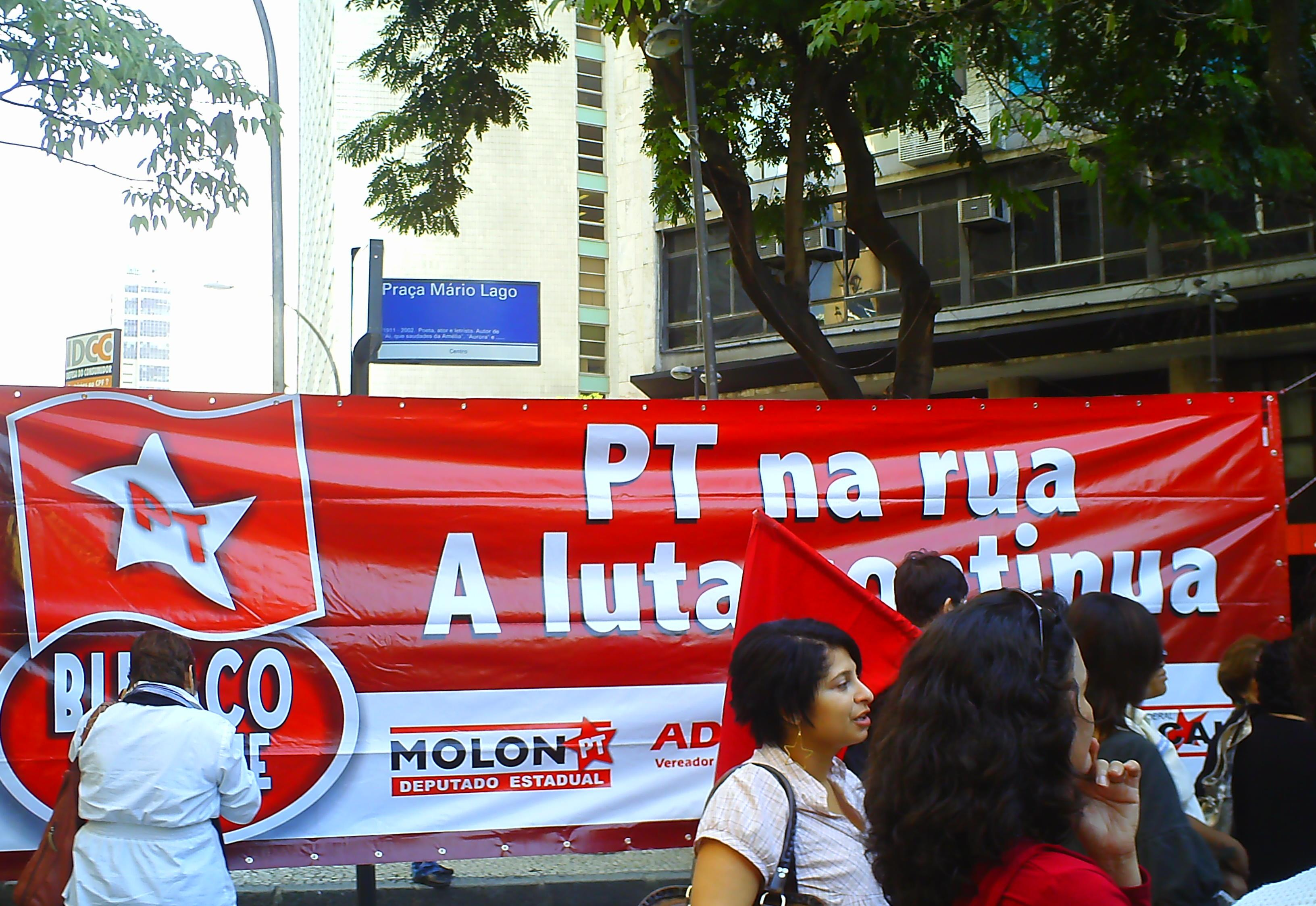
Buraco do Lume, en el día de la inauguración de la placa con el nuevo nombre, mientras se presentaban las cuentas de los parlamentarios del PT.

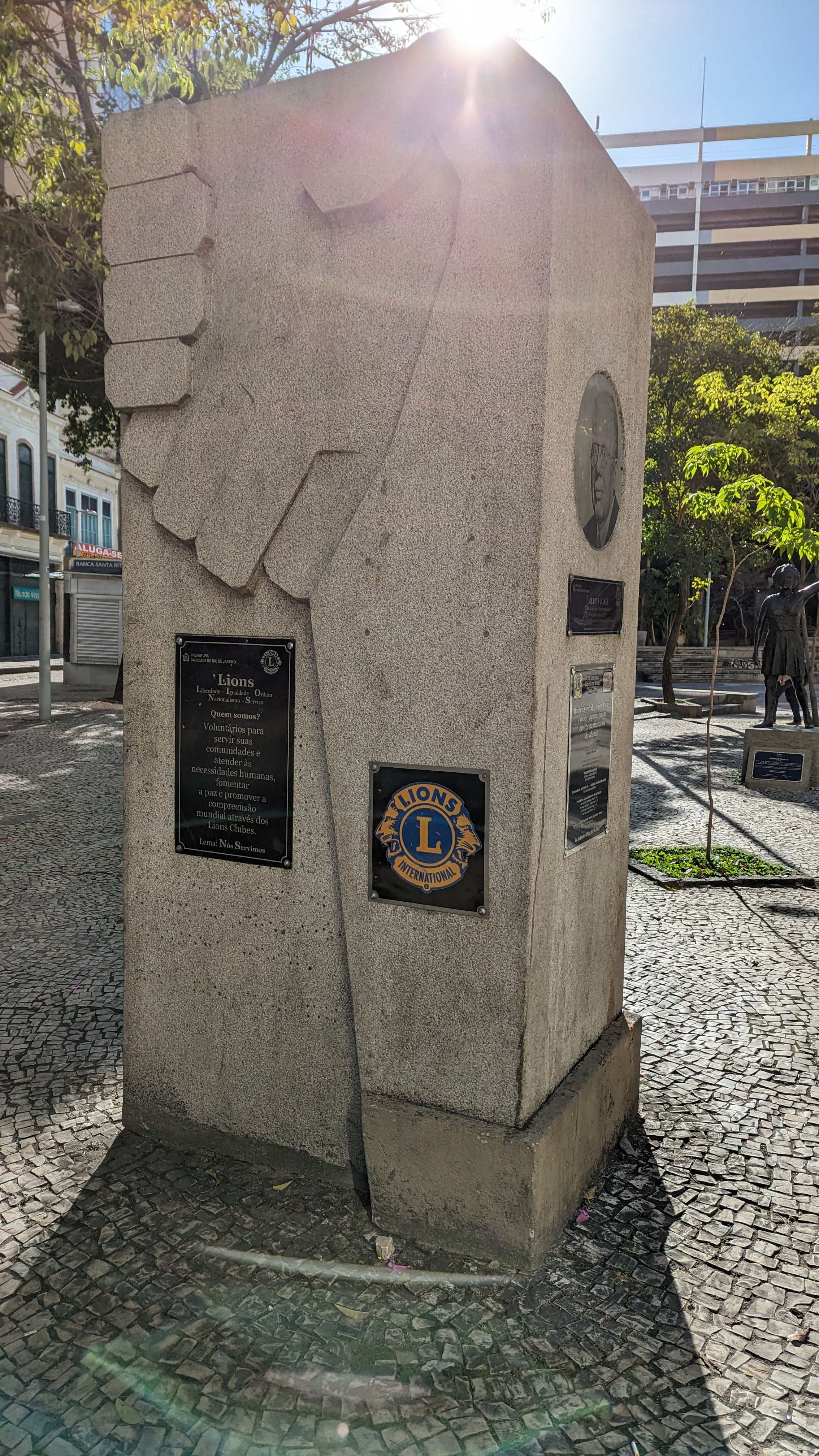
Monumento Leonístico del artista Cristiano Ariel Teixeira.

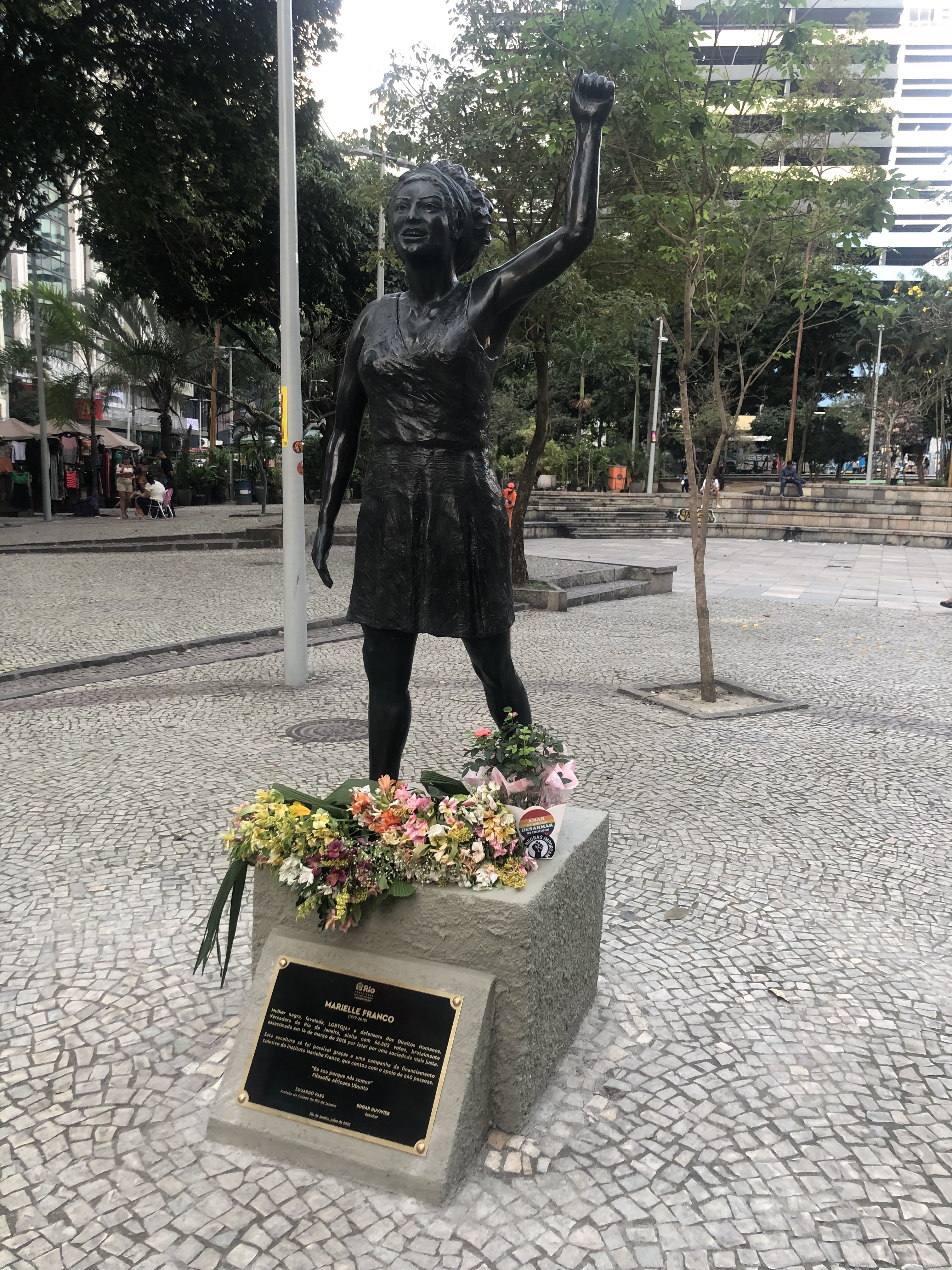
Estatua de Marielle Franco

La plaza Mário Lago, anteriormente llamada Plaza Melvin Jones, y popularmente conocida como Buraco do Lume (en español: "Hoyo de Lume"), es una plaza ubicada en el centro de la ciudad de Río de Janeiro, Brasil. Se encuentra cerca al largo da Carioca y es considerado un lugar tradicional de manifestación política, principalmente de los partidos de izquierda. Los lunes es ocupado por militantes del Partido de los Trabajadores (PT) y los viernes es ocupado por el Partido Socialismo y Libertad (PSOL).

## Historia
La Plaza Henrique Lage fue demolida en 1963 durante la construcción del Edificio Lúcio Costa, sede del Banco do Estado da Guanabara (BEG), sirviendo de cantera para las obras. Tras la inauguración del edificio, la plaza se incorporó al patrimonio del BEG y sirvió durante años como aparcamiento para los empleados del banco.
En febrero de 1973, el BEG decidió subastar los terrenos. Varios grupos presentaron ofertas, resultando vencedor el Grupo Lume (propiedad de Lynaldo Uchoa de Medeiros). Lume adquirió el terreno a través de su filial Contal por 111 millones de cruzeiros y se comprometió a construir allí su sede. El proyecto preveía la construcción de un edificio de 50 plantas, que sería el mayor de Brasil. Sin recursos para financiar el proyecto por sí solo, Lume se asoció con el Banco Halles que se comprometió a garantizar la operación a cambio del 40% de la propiedad del edificio. Aunque los cimientos del edificio se construyeron parcialmente, las obras se paralizaron tras la liquidación de Halles en abril de 1974. En una situación inusual, Halles acabó incorporándose a BEG, que se convirtió en garante y acreedor de Lume. BEG intentó recuperar los terrenos pero la institución ya había transferido la titularidad de los mismos a Contal en 1973. Posteriormente, los negocios del Grupo Lume tuvieron problemas, y su propietario se vio envuelto en escándalos financieros y políticos. A finales de 1975, el BEG recurrió a los tribunales contra Contal por impago de sus deudas. La constructora recurrió a su avalista, Copeg, que era una filial de la propia BEG, lo que creó un impasse jurídico.
El 23 de abril de 1976, el Gobierno Federal liquidó extrajudicialmente el Grupo Lume y las obras de su proyectada sede quedaron entonces reducidas a un aparcadero abandonado que ocupaba una zona privilegiada, un enorme hoyo  excavado para los cimientos del edificio y el garaje. La gente pronto apodó "Buraco do Lume" (en español: "Hoyo de Lume") a la obra abandonada que convivía con la moderna y valorada Esplanada do Castelo y restos de la ciudad colonial, que se mantenían en los antiguos sobrados de la rúa de São José, formando un enclave en una zona que se modernizaba. 
A finales de la década de 1990, una ley impulsada por el concejal Eliomar Coelho, entonces en el PT, cambió el nombre de la plaza para honrar a Mário Lago - abogado, poeta, locutor de radio, letrista y actor - pero los alcaldes Cesar Maia y Luiz Paulo Conde nunca ratificaron la decisión de la Câmara Municipal, que solo se hizo efectiva en 2009, bajo el mandato de Eduardo Paes, cuando finalmente se instaló la placa de la calle con el nuevo nombre.

## Monumentos
Buraco do Lume cuenta con algunos monumentos destacados: el Monumento Leonístico y la Estatua de Marielle Franco, inaugurados en 1977 y 2022 respectivamente.

### Monumento Leonístico
Después de que la plaza fuera bautizada oficialmente por la Municipalidad de Río de Janeiro como Plaza Melvin Jones, en honor al fundador del club de servicio Club de Leones, en 1977 se inauguró en un extremo de la plaza el Monumento Leonístico, obra del artista Cristiano Ariel Teixeira, ganador de varios premios. Consiste en un gran bloque de granito gris tipo "Petrópolis", de casi tres metros de altura, con, entre otras inscripciones y elementos, las esfinges de Melvin Jones y Armando Fajardo en medallones de bronce de 46 centímetros de diámetro cada uno, grabados con las frases identificativas: "Fundador del Leonismo" y "León número 1 de Brasil", respectivamente; y el símbolo de Lions International fundido en bronce. En la parte superior frontal del bloque, están esculpidas en piedra dos gaviotas y dos antebrazos cuyas manos se saludan, representando el compañerismo. La obra fue financiada por varios Clubes de Leones de Brasil.

### Estatua de Marielle Franco
La estatua de la concejal Marielle Franco fue inaugurada el 27 de julio de 2022. Franco, quien fuera asesinada junto a su chofer Anderson Gomes, en 2018 está representada con el puño izquierdo cerrado y levantado hacia arriba. La obra está firmada por el escultor Edgar Duvivier y fue realizada en bronce y a tamaño natural, es decir, con una altura de 1,75 metros.